# Từ Côn
Từ Côn (tiếng Trung: 徐琨; bính âm: Xú Kūn) là một tướng lĩnh thời kỳ đầu của Đông Ngô thời Tam Quốc trong lịch sử Trung Quốc.

## Cuộc đời
Từ Côn quê ở huyện Phú Xuân, quận Ngô, Dương Châu, xuất thân từ hào tộc trong quận. Hai gia tộc Từ, Tôn lui tới nhiều năm. Cha của Côn là Từ Chân (徐真) kết giao với Tôn Kiên, được Kiên gả em gái cho, sinh ra Côn. Thời trẻ, Côn làm Lại ở các dịch sở của châu, quận. Năm 190, Côn từ quan, theo cậu Tôn Kiên tham gia chiến tranh chống Đổng Trác, lập công, được phong làm Thiên tướng quân.
Tôn Kiên chết (191), Côn đi theo anh họ Tôn Sách. Năm 195, Sách dẫn quân tấn công Lưu Do, đụng độ với thuộc hạ của Do là Phàn Năng, Vu Mi ở sông Hoành, Trương Anh ở Lợi Khẩu. Quân của Sách lúc đó không đủ thuyền, muốn đóng quân chờ đợi. Côn về hỏi mẹ, Tôn phu nhân kiến nghị tập kích bất ngờ, nếu chờ lâu sẽ bất lợi. Côn đem lời truyền đạt lại cho Tôn Sách. Sách đồng ý, dẫn quân đánh tan Trương Anh, đuổi đi Trách Dung, Lưu Do, đặt nền móng cho sự nghiệp ở Giang Đông.
Viên Thuật cử Viên Dận làm thái thú Đan Dương, muốn tiếp thu quận Đan Dương. Tôn Sách sai Từ Côn đánh đuổi Viên Dận, lại muốn tiến cử Côn làm thái thú. Khi đó, cậu của Sách là Ngô Cảnh đem bộ khúc từ Quảng Lăng bỏ Viên Thuật mà đến. Sách bèn tiến cử Cảnh làm thái thú Đan Dương, Côn làm Đốc quân trung lang tướng.
Năm 200, Tôn Sách chết, Tôn Quyền nắm quyền, thái thú Lư Giang là Lý Thuật không phục Quyền, tỏ thái độ chống đối. Quyền sai Tôn Hà, Từ Côn đánh Hoãn Thành, chém Thuật, tàn sát toàn bộ dân trong thành. Côn được phong chức Bình Lỗ tướng quân, tước Quảng Đức hầu. Sau đó Côn theo Tôn Quyền đánh Hoàng Tổ trả thù, trúng tên, không chữa được mà chết.

## Gia đình
Từ Côn có hai con trai, một con gái:
- Từ Kiểu (徐矯), tập tước Quảng Đức hầu, đánh Sơn Việt có công, phong làm Thiên tướng quân, mất sớm, không có con.
- Từ phu nhân (徐夫人), ban đầu gả cho Lục Thượng, Thượng mất sớm, tái giá Tôn Quyền, mẹ nuôi của Tôn Đăng.[3]
- Từ Tộ (徐祚), tập tước Quảng Đức hầu sau khi Từ Kiểu chết, quân chức đến Vu Hồ đốc, Bình Ngụy tướng quân.

## Trong văn hóa
Từ Côn không xuất hiện trong tiểu thuyết Tam quốc diễn nghĩa của La Quán Trung.